# La Chanson du Dimanche

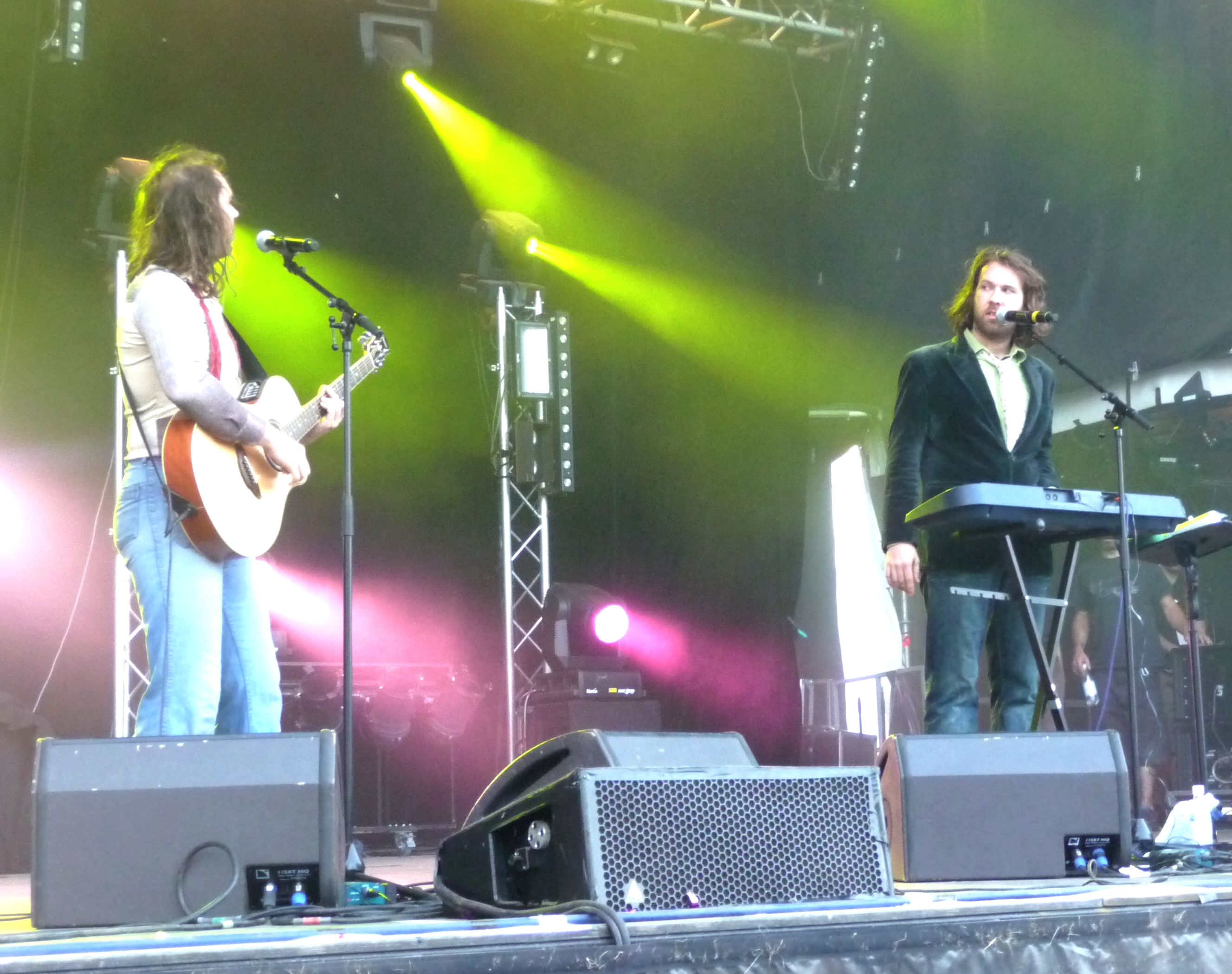
La Chanson du Dimanche en concert el 28 de juny de 2009 al festival «Décibulles», a Neuve-Église.

La Chanson du Dimanche és un duet de cantaires francesos, format el febrer de 2007. Compost per Clément Marchand (guitarra i veu) i d'Alexandre Castagnetti (sintetitzador i veu) anomenat «Alec», aquest grup s'ha fet conèixer penjant a la Internet una cançó cada diumenge. El concepte d'aquest grup musical és senzill: cada dissabte enregistren una nova cançó a un lloc diferent tot i que amb les constants següents:
- Clément, a la guitarra, se situa a l'esquerra, vestit amb una camisa beix i uns tirants vermells.
- Alec, al  teclat, se situa a la dreta, vestit amb camisa verda, jaqueta negra i corbata gris clar.
- Cada gravació comença de la mateixa manera, un zoom sobre un punt al fons sovint en relació amb el tema i tot seguit un estossec o riure d'en Clément mentre l'Alec diu: « Salut, c'est la chanson du dimanche. La pêche! » i comença un acompanyament de fons del seu sintetitzador i la cançó comença.

## Discografia
- 2008 DVD La Chanson du Dimanche (seasons 1 and 2), La pêche production
- 2009 Plante un arbre, Remark Records
- 2010 DVD La Chanson du Dimanche (seasons 3 and 4), La pêche production